# Гельмут Блок
Гельмут Блок (нім. Helmut Block; 3 квітня 1915, Бремен — 11 листопада 1944, Норвезьке море) — німецький офіцер-підводник, оберлейтенант-цур-зее резерву крігсмаріне (1 квітня 1943).

## Біографія
1 жовтня 1938 року вступив на флот. З серпня 1940 по лютий 1943 року — командир корабля флотилії оборони порту Молде, після чого пройшов курси підводника і командира підводного човна. З 18 листопада 1943 року — командир підводного човна U-711, на якому здійснив 2 походи (разом 54 дні в морі). 11 листопада 1944 року U-711 був потоплений у Норвезькому морі біля Гарстада (69°17′ пн. ш. 16°28′ сх. д.) торпедою британського підводного човна «Вентурер». Усі 51 члени екіпажу загинули.

## Нагороди
- Залізний хрест
  - 2-го класу (18 березня 1941)
  - 1-го класу (3 січня 1945, посмертно)
- Нагрудний знак мінних тральщиків (24 березня 1941)
- Нагрудний знак блокадопроривача (12 березня 1943)
- Нагрудний знак підводника (1944)